# Sorex kozlovi
Il toporagno di Kozlov (Sorex kozlovi Stroganov, 1952) è un mammifero soricomorfo della famiglia dei Soricidi, endemico della Cina.

## Descrizione

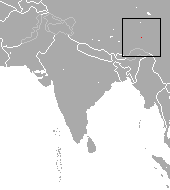
Distribuzione del Sorex kozlovi

## Distribuzione e habitat
Questa specie vive sulle sponde di un affluente del fiume Mekong,il fiume Dze-Chyu, nel Tibet, Cina. .
Attualmente non ci sono dati per quanto riguarda l'habitat di questo animale.

## Conservazione
Non ci sono dati sufficienti per stabilire lo status di questa specie.